# Afriberina
Afriberina is een geslacht van vlinders van de familie spanners (Geometridae), uit de onderfamilie Ennominae.

## Soorten
- A. haroldi Oberthür, 1913
- A. nobilitaria Staudinger, 1892
- A. rungsi Albers & Warnecke, 1941
- A. tenietaria (Staudinger, 1900)
- A. terraria (A. Bang-Haas, 1907)
- A. zerny Wehrli, 1943